# Naviglio del Brenta
Naviglio del Brenta neboli Brenta Vecchia je menší rameno (27,37 km) řeky Brenty, které pramení v obci Stra a vlévá se do benátské laguny u obce Fusino (v blízkosti Benátek), prochází obcemi Fiesso d'Artico, Dolo a Mira. Prostřednictvím kanálu Piovego, který spojuje Brentu mezi Stra a Padovou, představuje kanál říční spojení mezi benátskou lagunou a Padovou.

## Popis
Naviglio je starobylé přirozené koryto řeky Brenta, než Benátská republika provedla velké úpravy (které si několikrát vyžádaly inženýrské poradenství Leonarda da Vinciho) a poté až do 20. století odklonila hlavní tok řeky dále na jih a přesunula jej z benátské laguny do Jaderského moře. Tato vodní díla představují zářezy Brenta Nuova a Brenta Nuovissima a sestávají ze zdymadel a pohyblivých mostů, které umožnily splavnost řeky.

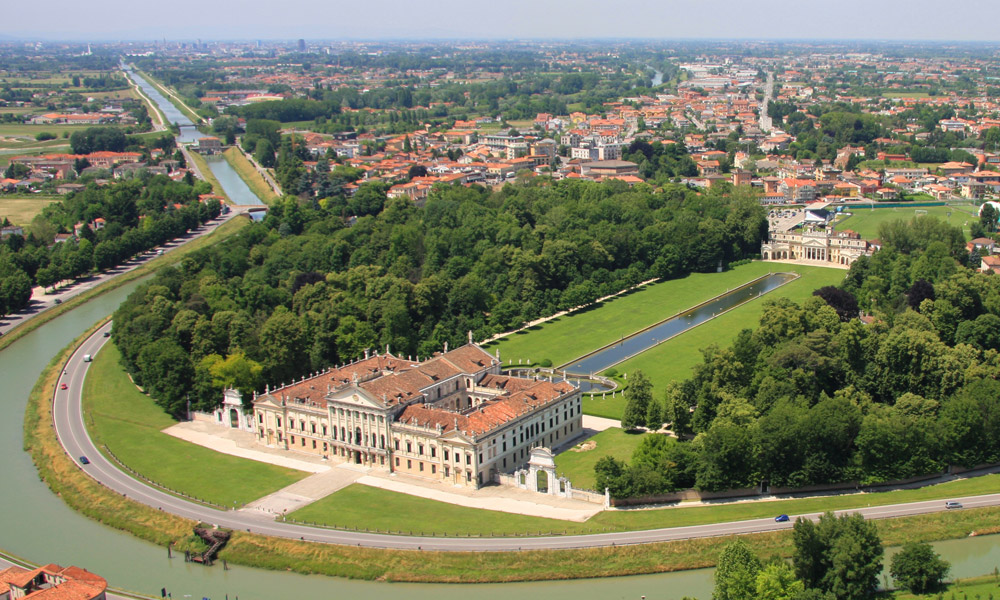
Villa Pisani a Naviglio del Brenta v obci Stra.

Obydlená oblast podél vodního toku Naviglio je známá jako Riviera del Brenta; mezi 16. a 18. stoletím zde byly postaveny desítky benátských vil, letních sídel benátské šlechty.
Naviglio del Brenta je součástí systému řek a kanálů, které od starověku spojovaly benátská města mezi sebou a s benátskou lagunou. Po těchto říčních trasách putovalo zboží z vnitrozemí do Benátské republiky Serenissima: stavební materiál, jako je dřevo, mramor, kámen z Vicentinských vrchů a trachyt z Euganejských vrchů, a také obilí a další zemědělské produkty. Přeprava probíhala na bárkách zvaných bùrci, které po březích táhli koně.
Projížděly tudy také lodě pro přepravu pošty a cestujících, takzvané "Burchiello", což byly luxusní lodě s velkou kajutou a třemi nebo čtyřmi balkony, které bohatí Benátčané používali k cestě do svých vil na venkově.

## Folklór
V roce 1574 se po jejích březích plavil budoucí francouzský král Jindřich III., který se v Benátkách setkal s dóžetem, od něhož získal bezúročnou půjčku 100 000 scudi. Stejně jako v Benátkách i zde bylo přijetí triumfální a od té doby se každoročně po Navigliu vydává malebný průvod historických benátských lodí, který tuto epizodu připomíná.